# Marc Bloching
Marc Bloching (geboren 1964 in Berlin) ist Facharzt für Hals-Nasen-Ohrenheilkunde, Chirurg, plastischer Gesichtschirurg und Professor. Seit 2008 leitet er als Chefarzt die Klinik für HNO-Heilkunde am Helios Klinikum Berlin-Buch. Seine Arbeits- und Forschungsschwerpunkte sind die funktionelle und ästhetische Nasenchirurgie, Kopf-Hals-Onkologie und Schädelbasis-Chirurgie. Er gründete und leitet seit 2008 das Hörzentrum Berlin-Brandenburg für Patienten mit angeborenen und erworbenen Hörstörungen.

## Medizinisch-wissenschaftliche Ausbildung
Bloching studierte von 1985 bis 1988 Chemie an der RWTH Aachen. Noch während seiner Aachener Zeit begann er 1986 das Studium der Humanmedizin an der  Albertus-Magnus-Universität Köln, welches Bloching an der Heinrich-Heine-Universität Düsseldorf fortsetzte und 1992 an der  Freien Universität Berlin mit dem Staatsexamen abschloss. In Berlin verfasste er an der Klinik für Innere Medizin seine Promotion mit dem Titel „Endotoxinelimination aus Wasser und Plasma“, die mit „magna cum laude“ bewertet wurde. Nach seiner Anerkennung als HNO-Facharzt wurde er 1998 an der Martin-Luther-Universität Halle-Wittenberg zum Oberarzt ernannt. Es folgten Zusatzqualifikationen mit Studienaufenthalten in New York und San Franzisko in der plastisch-rekonstruktiven Chirurgie sowie der Schädelbasis- und Orbitachirurgie.
Bloching nahm 2006 den Ruf auf die W3-Professur für Hals-Nasen-Ohren-Heilkunde an der Universität des Saarlandes, Homburg (Saar), an. Im selben Jahr gründete er das Cochlear-Implant-Centrum Saarland. Hier erlernen Patienten den Umgang mit dem Cochlea-Implantat sowie die korrekte Einordnung akustischer Umweltreize und werden dabei von Chirurgen, Audiologen, Pädagogen und Logopäden unterstützt. Außerdem erhielt Bloching Fördergelder der saarländischen Landesregierung in Höhe von 316.000 Euro, um ein „internationales Institut zur Erforschung von Kommunikationsstörungen“ aufzubauen. Aufgabe des Instituts sei es vor allem, Hörstörungen bei Kindern sowie Ohrgeräusche (Tinnitus) zu erforschen.

## Arbeitsschwerpunkte
Aufmerksamkeit in der Medien erzielte 2001 ein Früherkennungstest von Krebs-Tumoren im Hals- und Kopfbereich, den Bloching mit seinem Team entwickelte. Der Test erkennt genetische Veränderungen anhand eines Biomarkers im menschlichen Speichel. 2002 habilitierte er an der Martin-Luther-Universität mit der Schrift „Abschätzung des relativen Tumorerkrankungsrisikos im Kopf-Hals-Bereich durch Biomarker“. 2003 wurde Bloching zum kommissarischen Direktor der dortigen HNO-Klinik ernannt.
Seit 2008 ist Bloching Chefarzt für HNO-Heilkunde, Kopf- und Halschirurgie und Kommunikationsstörungen am Helios Klinikum Berlin-Buch.  Als Kopf-Hals-Chirurg und Leiter des Berlin-Brandenburger Hörzentrums ist er auf eine interdisziplinäre, ambulante und chirurgische Behandlung von HNO-Erkrankungen sowie die plastische Gesichtschirurgie im Besonderen der Nase spezialisiert. Zudem hat Bloching das Klinikum Berlin-Buch zum „meistempfohlenen“ Zentrum für Krebs im Rachenraum entwickelt. Die HNO-Klinik ist Teil des zertifizierten Krebszentrums Berlin-Buch.

## Gremienarbeit
2009 wurde Bloching Leiter der AG für „Rhinologie und Rhinochirurgie“ der Deutschen Gesellschaft für HNO-Heilkunde, Kopf-Hals-Chirurgie, wo er als Schwerpunkt die funktionelle Nasenchirurgie behandelte. 2007 hielt er das Hauptreferat der Deutschen Gesellschaft für HNO – Heilkunde, Kopf- und Halschirurgie zum Thema „Störungen der Nasenklappenfunktion“. Im Juni 2010 wurde Bloching zum Vorsitzenden der Norddeutschen Gesellschaft für Otorhinolaryngologie und zervikofaziale Chirurgie gewählt und leitete den zugehörigen Kongress als Präsident.

## Veröffentlichungen (Auswahl)
- mit Alexander Müller u. a.: Influence of Floating-Mass Transducer Coupling Efficiency for Active Middle-Ear Implants on Speech Recognition. In: Otology & Neurotology, Ausgabe 38(6), Wolters Kluwer, Alphen aan den Rijn 2017, S. 809–814
- mit Alexander Bloedow u. a.: Caloric stimulation and video-head impulse testing in Ménière’s disease and vestibular migraine. In: Acta Oto-Laryngologica, Ausgabe 134(12), Taylor & Francis, Stockholm 2014, S. 1239–1244
- mit Alexander Bloedow u. a.: Horizontal VOR function shows frequency dynamics in vestibular schwannoma. In: Archives of Oto-Rhino-Laryngology, Ausgabe 272(9), Springer Medizin Verlag, Berlin 2014, S. 2143–2148
- mit Leif Erik Walther u. a.: The inner structure of human otoconia. In: Otology & Neurotology, Ausgabe 35(4), Wolters Kluwer, Alphen aan den Rijn 2014, S. 686–94
- mit Leif Erik Walther u. a.: Detection of human utricular otoconia degeneration in vital specimen and implications for benign paroxysmal positional vertigo. In: Archives of Oto-Rhino-Laryngology, Ausgabe 271(12), Springer Medizin Verlag, Berlin 2013, S. 3133–3138
- mit Julie Prescher: Aspekte der Rezidivvermeidung nach endoskopischer DCR. In: HNO, Ausgabe 61(10), Springer Medizin Verlag, Berlin 2013, S. 849–850
- mit Alexander Bloedow u. a.: Video-Kopfimpulstest oder thermische Prüfung? In: HNO, Ausgabe 61(9), Springer Medizin Verlag, Berlin 2013
- mit S. Lehmann u. a.: Ex-utero-intrapartum-treatment-Manöver. In: HNO, Ausgabe, Ausgabe 61(8), Springer Medizin Verlag, Berlin 2013, S. 781–785
- mit Alexander Bloedow u. a.: So objektivieren Sie den „Schwindel“. In: NeuroTransmitter, Ausgabe 23(9),  Springer Medizin Verlag, Berlin 2012, S. 48–55
- mit Leif Erik Walther u. a.: Per Funktionsanalyse zur Ursache peripher-vestibulärer Störungen: Rezeptorfunktion der Bogengänge – Teil 1: Diagnostik. In: NeuroTransmitter, Ausgabe 23(6), Springer Medizin Verlag, Berlin 2012, S. 36–50
- mit Alexander Bloedow u. a.: Rezeptorfunktion der Bogengänge. In: HNO, Ausgabe 60(3), Springer Medizin Verlag, Berlin 2012, S. 249–262
- mit D. Fuchs: Effektivität der Therapie bei traumatischer Optikusneuropathie. In: HNO, Ausgabe 59(10), Springer Medizin Verlag, Berlin 2011, S. 994–996
- Erkrankungen der Orbita. In: HNO, Ausgabe 58(1), Springer Medizin Verlag, Berlin 2010, S. 6–7
- mit Julie Prescher: Behandlung von Tränenwegsstenosen. In: Der Ophthalmologe, Ausgabe 106(3), Springer Medizin Verlag, Berlin 2009, S. 217–222
- Marc Bloching: Disorders of the nasal valve area In: GMS Curr Topics Otorhinolaryngol – Head Neck Surgery, Ausgabe 6, Berlin 2007